# 新北市政府捷運工程局
新北市政府捷運工程局（簡稱新北市捷運局），為新北市政府一級機關，主要負責新北市境內的捷運路線規劃與施作。

## 歷史
2002年7月，臺北縣政府交通局成立任務編組「捷運組」。2005年1月3日，「臺北縣捷運工程隊」成立，為臺北縣政府二級機關。2007年10月1日，臺北縣捷運工程隊降編為臺北縣政府交通局軌道工程科。
2013年1月1日，「新北市政府捷運工程處」成立，為新北市政府二級機關，隸屬新北市政府交通局，編制員額100人。2016年1月1日，新北市政府捷運工程處升格為「新北市政府捷運工程局」，為新北市政府一級機關，編制員額180人。

## 組織架構
首長
- 局長
  - 副局長
    - 總工程司
    - 主任秘書
      - 專門委員

業務單位
- 綜合規劃科
- 工程管理科
- 土木建築科
- 土地開發科
- 資財管理科
- 機電系統科
- 技術發展科
- 淡海工務所
- 安衛工務所
- 三鶯工務所
- 安坑工務所
- 環狀工務所
- 萬大工務所

事務單位
- 秘書室
- 人事室
- 政風室
- 會計室

## 捷運建設
目前於新北市境內所規劃及興建的路線如下，路線全位於新北市境內者由新北市政府擔任主管機關。
| 新北市捷運建設願景圖。                                  |                |                    |                    |        |          |                        |                 |
| (※)：此路網圖為新北捷運、台北捷運，包含跨桃園捷運路線。 |                |                    |                    |        |          |                        |                 |
| 路線                                                    | 路線           | 路線               | 區間               | 長度   | 現況     | 系統                   | 機廠            |
|                                                         | 三鶯線         | 本線               | 頂埔－鶯桃福德     | 14.29  | 興建中   | 輕軌捷運系統（中運量） | 三峽機廠        |
| 桃園八德段                                              | 鶯桃福德－大湳 | 3.88               | 規畫中             |        |          | 輕軌捷運系統（中運量） | 三峽機廠        |
|                                                         | 汐止東湖線     | 第一階段           | 東湖－汐止區公所   | 5.56   | 規劃中   | 輕軌捷運系統（中運量） | 社機廠 八堵機廠 |
|                                                         | 基隆捷運       | 第一階段           | 南港－八堵         | 15.6   | 規劃中   | 輕軌捷運系統（中運量） | 社機廠 八堵機廠 |
|                                                         | 中和光復線     | 第一期             | 秀朗橋－公館       |        | 規劃中   | 中運量                 | 南機場          |
| 第二期                                                  | 中和光復線     | 公館－國父紀念館   |                    | 規劃中 |          | 中運量                 | 南機場          |
|                                                         | 淡海輕軌       | 藍海線             | 崁頂－淡水漁人碼頭 | 3.42   | 營運中   | 輕軌運輸系統（低運量） | 淡海機廠        |
| 藍海線二期                                              | 淡海輕軌       | 淡水漁人碼頭－淡水 | 4.44               | 規畫中 |          | 輕軌運輸系統（低運量） | 淡海機廠        |
| 八里線                                                  | 淡海輕軌       | 淡水漁人碼頭－八里 |                    | 規畫中 |          | 輕軌運輸系統（低運量） | 淡海機廠        |
| 綠山線                                                  | 淡海輕軌       | 紅樹林－崁頂       | 7.34               | 營運中 |          | 輕軌運輸系統（低運量） | 淡海機廠        |
| 三芝線                                                  | 淡海輕軌       | 崁頂－聖約翰大學   |                    | 規畫中 |          | 輕軌運輸系統（低運量） | 淡海機廠        |
|                                                         | 安坑輕軌       | 安坑輕軌           | 十四張－雙城       | 7.5    | 營運中   | 輕軌運輸系統（低運量） | 安坑機廠        |
|                                                         | 深坑輕軌       | 深坑輕軌           | 動物園－石碇服務區 | 8      | 規畫中   | 輕軌運輸系統（低運量） | 石碇機廠        |
|                                                         | 五股泰山輕軌   | 五股泰山輕軌       | 分子尾－輔大醫院   | 11.48  | 規畫中   | 輕軌運輸系統（低運量） | 泰山機廠        |
|                                                         | 泰山板橋輕軌   | 泰山板橋輕軌       | 輔大醫院－莒光     |        | 概念形成 | 輕軌運輸系統（低運量） | 泰山機廠        |

地方主管機關之捷運路線：淡海輕軌、安坑輕軌、三鶯線、汐止東湖線、基隆輕軌、深坑輕軌、五泰板輕軌，以及分段環狀線（新北環狀線，第一階段）、萬大中和樹林線（新北樹林線）。以上各線段，皆由新北市府捷運局擔任地方主管機關。而環狀線、萬大中和樹林線兩條全線係由台北市政府捷運工程局擔任地方主管機關。

## 外部連結
- 新北市政府捷運工程局 （页面存档备份，存于）（繁體中文）
- 「OPEN！3環6線」三環六線進度公開專頁 （页面存档备份，存于）